# Lautenbachzell
Lautenbachzell is een gemeente in het Franse departement Haut-Rhin (regio Grand Est). De plaats maakt deel uit van het arrondissement Guebwiller. Lautenbachzell telde op 1 januari 2022 963 inwoners.

## Geografie
De oppervlakte van Lautenbachzell bedroeg op 1 januari 2022 23,14 vierkante kilometer; de bevolkingsdichtheid was toen 41,6 inwoners per km².

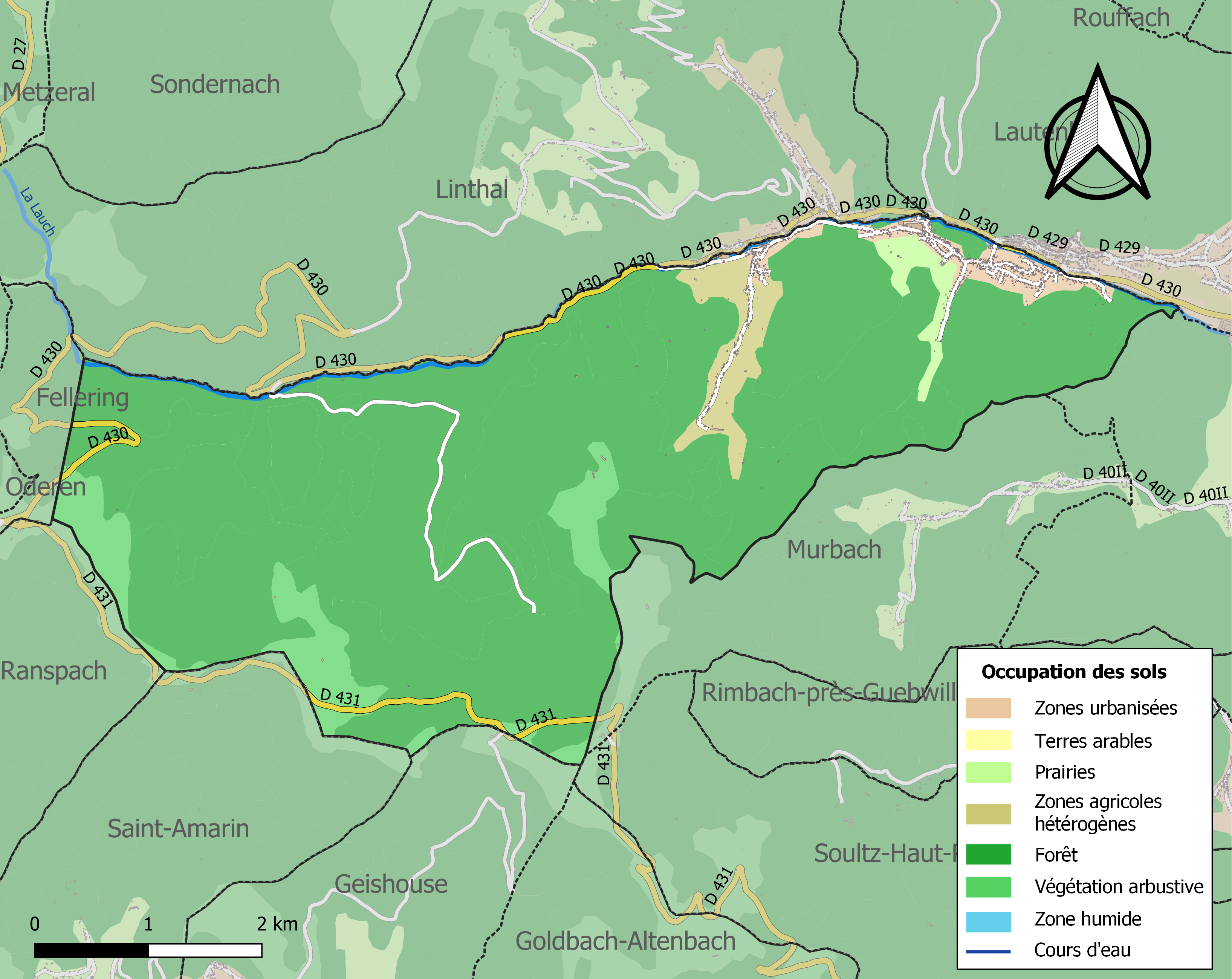
Kaart van de gemeente met de belangrijkste infrastructuur, bodemgebruik en omliggende gemeenten

## Demografie
Onderstaande figuur toont het verloop van het inwonertal (bron: INSEE-tellingen).